# 吳玉耑
吳玉耑（1663年9月6日—1717年，康熙二年八月初五日－康熙五十六年），字禹功，號鑑川，原名吳績。江南省常州府武進縣（今屬江蘇省常州市）人，清朝政治人物，官內閣中書。

## 生平
早年為常州府廩生。康熙四十四年（1705年）乙酉科順天鄉試，以「董虞建」為名中式舉人。四十七年（1708年）戊子科順天鄉試，改名「楊玉耑」，中式經魁。
五十一年（1712年），中式壬辰科會試，康熙帝於暢春園覆試，欽定一等。殿試位列第二甲第二十五名進士出身，時人稱為「五榜進士」。授內閣中書。
五十六年（1717年）卒，年五十五歲。以子吳龍應仕官，誥贈朝議大夫，例贈通議大夫，晉贈通奉大夫。

## 家庭及關聯
吳玉耑為毗陵薛墅吳氏第十一世：
- 祖父：吳世程（1621年－1685年），例贈通奉大夫。
- 祖母：周氏，例贈淑人。
- 父：吳造（1640年－1701年），府學生，誥贈通議大夫。
- 母：濮氏，誥贈淑人。
- 有二弟一姊妹：
  - 吳緝（1669年－1721年），縣學生，內閣一統志館效力議敘。娶董氏，甘肅隴右道董文驥之女。
  - 吳紹（1671年－1717年），監生，考授縣丞。娶毗陵余氏，康熙十二年武進士廣東碣石衛守備余鎮國之女。
  - 姊妹，適府學生黃宥生，順治十二年進士刑部員外郎黃永之子。

### 妻室
- 正室：陳氏，廩貢生陳匡如之女。誥贈恭人，例贈淑人，晉贈夫人。
- 無側室。

### 子女
有三子三女：
- 長子：吳中應（1684年－1711年），無出身官職。娶白氏，湖北南漳縣知縣行取戶部主事白楚惟之女；繼娶陳氏，縣學生陳敬夫之女。
- 次子：吳剛應（1690年－1757年），監生。娶章道橋徐氏，繼娶毛氏。
- 三子：吳龍應（1692年－1749年），雍正二年進士，官至山西布政使。娶沈氏，監生考授縣丞沈治臣之女。
- 長女，適薛氏，康熙三十六年進士雲南道監察御史薛祖順之子。
- 次女，適府學生沈氏，監生沈允常之子。
- 三女，適雍正十年舉人劉中。